# Brigadier Snuf
Brigadier Snuf is een stripfiguur uit de Nederlandse stripreeks de Bommelsaga, geschreven en getekend door Marten Toonder. Hij is een antropomorfe hond.

## Personage
Brigadier Snuf debuteerde in het verhaal De geheimzinnige roverhoofdman uit 1941 samen met zijn chef, de politiecommissaris Bulle Bas. Hij blijft al die jaren brigadier van politie te Rommeldam en is steeds de rechterhand van Bulle Bas.
Hoewel commissaris Bulle Bas er meestal met zijn brigadier op uit trekt, doet brigadier Snuf ook vaak zelfstandig onderzoek, al dan niet in opdracht van zijn chef. In De geheimzinnige gaper en De vrezelijke krakken krijgt brigadier Snuf zelfs de leiding.
Het lidmaatschap van de Kleine Club is al die jaren aan hem voorbijgegaan.

## Citaten
"Schrijf je pollutie met één s?"

## Varia
- In de Latijnse vertaling van Het spook van Bommelstein, De Thoma Fele nec non et de larva Bommelsteiniana, heet hij Scrutarius.
- In het hoorspel wordt de rol van brigadier Snuf vertolkt door Tygo Gernandt.
- In het verhaal Tom Poes en de watergeest weet hij zijn opgesloten chef 15 minuten voor een fatale ontploffing te bevrijden.
- In De kwinkslagen refereert Bulle Bas naar zijn brigadier als verdienstelijk judoka.
- In het laatste Bommelsaga-verhaal van Toonder, Het einde van eindeloos, wordt Snuf succesvol aangewezen als vrijwilliger om boven de Woeste Gronden heer Bommel en Tom Poes met de  politiehelikopter op te sporen.